# 2024 v dopravě
Tento článek obsahuje seznam událostí souvisejících s dopravou, které proběhly roku 2024.

## Leden
- 5. ledna

 Letadlu Boeing 737-9 u amerického Portlandu odpadlo krátce po startu okno a kus trupu. Nikdo nebyl zraněn. Americké aerolinky poté začaly letadla tohoto typu svolávat na inspekce. Americký Federální úřad pro letectví 6. ledna nařídil kontrolu 171 těchto letadel.
- 15. ledna

 Z jihlavského závodu CZ LOKO byla odeslána poslední ze 14 rekonstruovaných lokomotiv řady 743.2 pro České dráhy.
- 24. ledna

 U Dolní Lutyně došlo k srážce vlaku IC 548 Ostravan s kamionem převážející vrtnou soupravu, který uvázl na přejezdu. Nehodu nepřežil strojvedoucí a 20 lidí bylo zraněno.

## Únor
- 15. února

 České dráhy převzaly od německého dopravce DB Regio čtyři starší motorové vozy typu Regio-Shuttle RS1. Po opravě by měly být nasazeny ve Středočeském kraji.

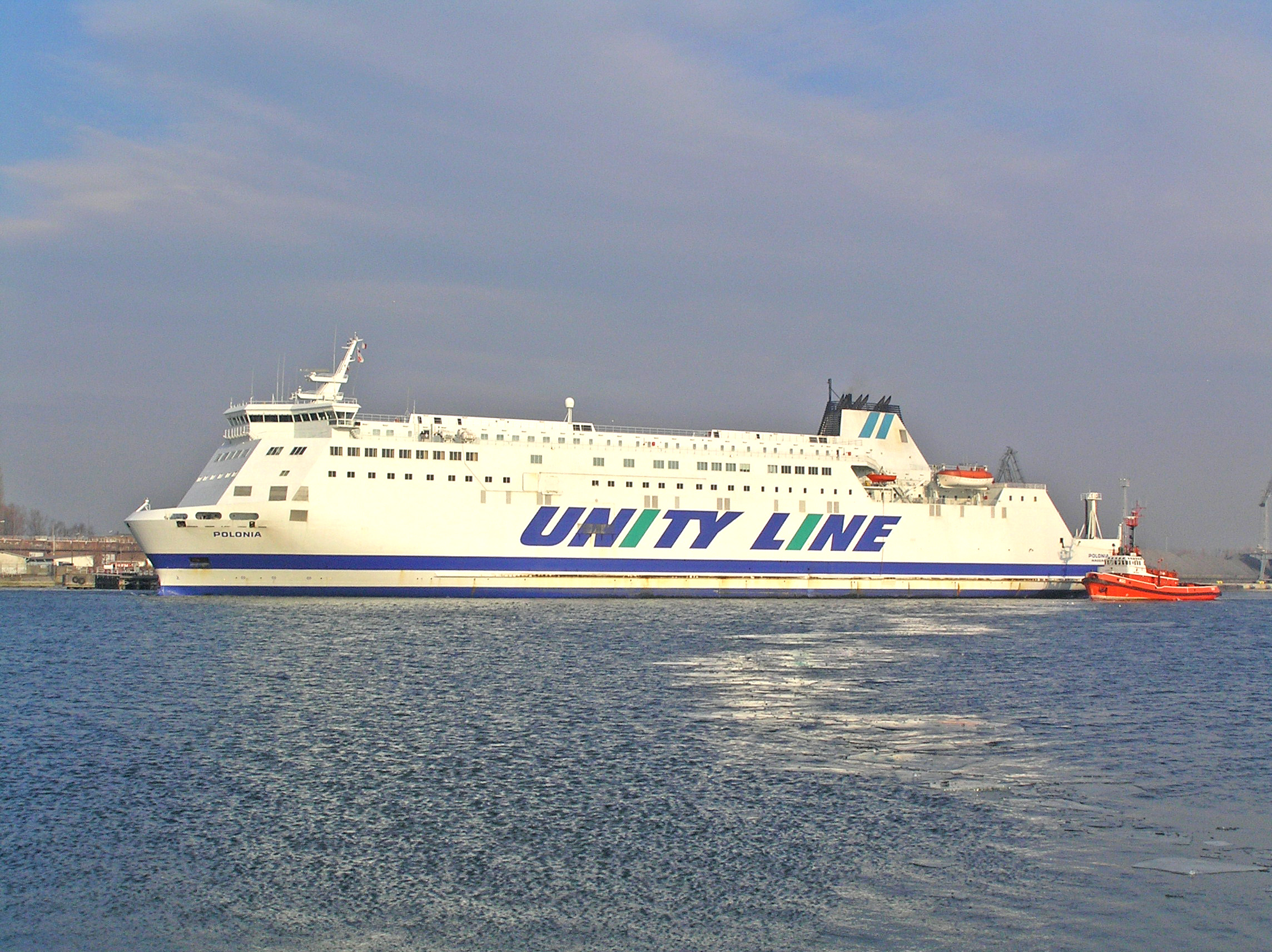
Trajekt MF Polonia

## Duben
- 8. dubna

 Po pěti letech obnovil rejdař Unity Line přepravu železničních vozidel na trajektové lince Ystad – Świnoujście pomocí lodi Polonia. Spolu s linkou Trelleborg – Rostock provozovanou společností Stena Line se jedná o jediná dvě spojení na Baltu pravidelně přepravující železniční vozidla.

## Červen
- 5. června

 Při srážce nákladního vlaku a nočního expresu v Pardubicích zemřeli čtyři lidé.

## Září
- 14. září

 V důsledku povodně na řece Opavě, která poškodila most mezi zastávkami Opava zastávka a Malé Hoštice, byly od zbytku železniční sítě sítě odříznuty tratě Opava východ – Hlučín a Kravaře ve Slezsku – Chuchelná. Obnovení provozu se očekávalo až po opravě nebo výstavbě nového mostu nejdříve v druhém pololetí 2025.

## Říjen
- 13. října

 Provoz na celé železniční trati Ostrava-Svinov – Opava východ byl obnoven po opravě poškození, ke kterým došlo na několika místech trati během povodně v půlce září 2024.

## Prosinec
- 15. prosince

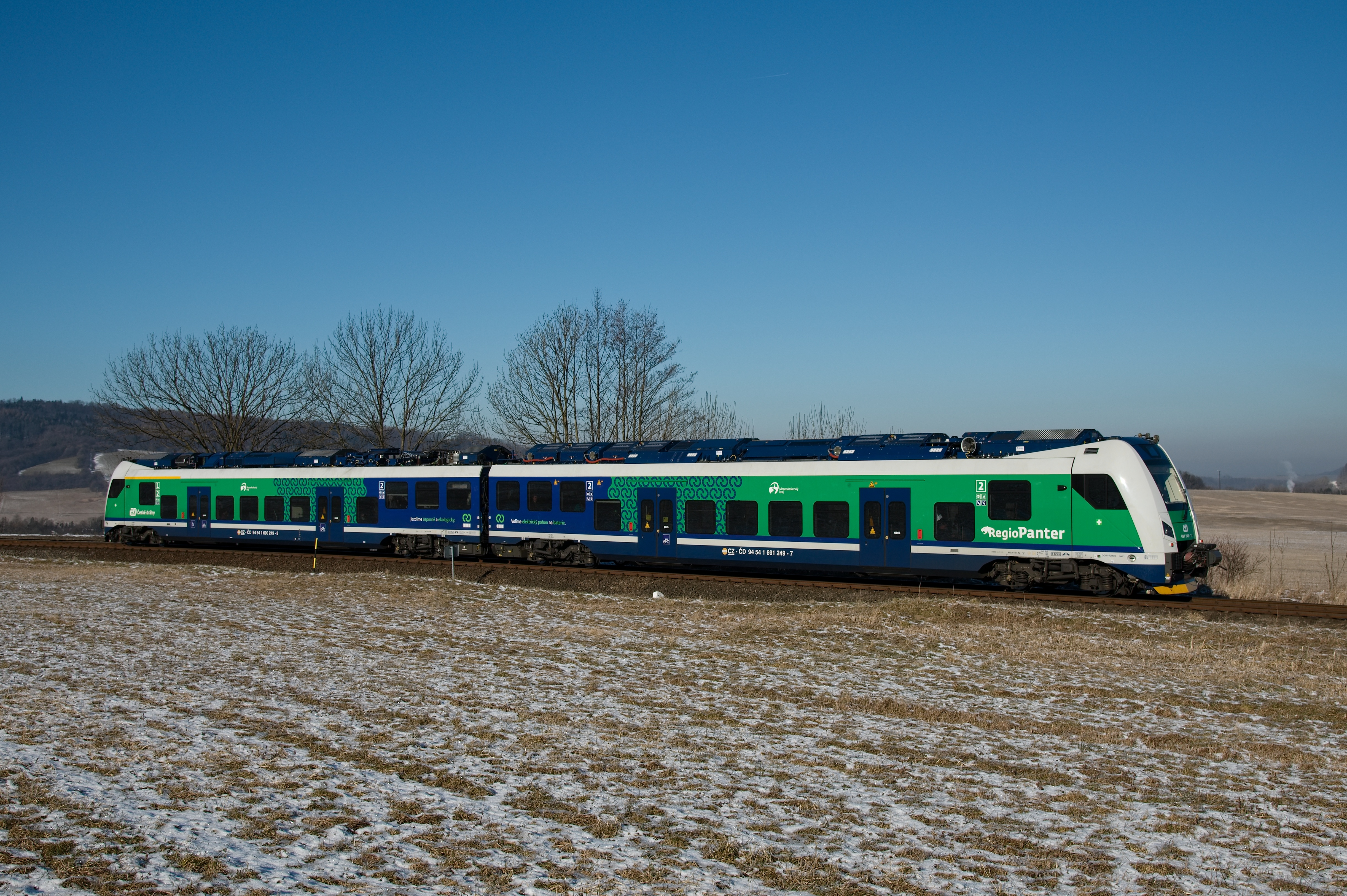
Bateriová jednotka ČD na trati Studénka – Veřovice

 České dráhy a PKP Intercity slavnostně zahájily nové přímé mezinárodní železniční spojení mezi Prahou a polskou Gdyní nazvané Baltic express. Trasu Praha – Pardubice – Wrocław – Gdynia začaly obsluhovat čtyři páry vlaků (odjíždějící v 6:51, 10:51, 14:50 a 18:51 z Prahy, v 4:03, 8:03, 12:03, 23:12 z Gdyně).
- 15. prosince

 České dráhy zahájily na trati Studénka–Veřovice pravidelný provoz bateriových jednotek (BEMU) řady 690.2 s cestujícími. Tyto jednotky jsou nasazeny na přímé vlaky mezi Ostravou a Veřovicemi, případně letištěm Ostrava–Mošnov.
- 16. prosince

 Z Paříže-Est do Berlína Hbf vyrazil prvně pravidelný železniční vysokorychlostní spoj ICE 9591. Trasu Paříž – Štrasburk – Karlsruhe – Frankfurt nad Mohanem – Berlín bude obsluhovat jeden pár vlaků odjíždějící v 9:55 z Paříže (jízdní doba 8 h 3 min) a v 12:02 z Berlína (jízdní doba 7 h 53 min).